# 1932年ロサンゼルスオリンピックのブラジル選手団
1932年ロサンゼルスオリンピックのブラジル選手団（1932ねんロサンゼルスオリンピックのブラジルせんしゅだん）は、1932年7月30日から8月14日までアメリカのロサンゼルスで開催された1932年ロサンゼルスオリンピックのブラジル選手団の名簿。

## 種目別選手・スタッフ名簿及び成績
メダルの獲得はなし。